# Свети Тома (Горенци)
„Свети Тома“ (на гръцки: Αγίου Θωμά) е православна църква в югоизточната част на костурското село Горенци (Корисос), Егейска Македония, Гърция, част от Костурската епархия.
Храмът е разположен на надморска височина от 1386 m в източната част на планината Габер (Саракина), южно над Горенци. Там е съществувало малко село, наречено Саракина, обитавано до около 1750 година от овчари. Овчарите имат за свой покровител Свети апостол Тома и по тази причина на съседен хълм е построена малката църква.
Църквата е каменна, построена в XVII или XVIII век и е много малка по размери. Има дължина 3,5 m, ширина 2,5 m и максимална височина около 1,8 m. Вратата му е висока е само 1,5 m, което е типично за храмовете от епохата. Покривът му е с керемиди, от които 2-3 са много стари, тъй като имат големи размери (приблизително 40 х 30 см) и са тежки. Вътре има прост олтар, изградена и залепен за източната стена, както и две много малки ниши.